# Teinobasis annamaijae
Teinobasis annamaijae – gatunek ważki z rodziny łątkowatych (Coenagrionidae). Endemit Filipin; stwierdzony na wyspach Mindanao i Dinagat.